# Apoaerenica martinsi
Apoaerenica martinsi – gatunek chrząszcza z rodziny kózkowatych i podrodziny zgrzypikowych. Jedyny przedstawiciel rodzaju Apoaerenica.

## Zasięg występowania
Ameryka Południowa, występuje we wsch. Boliwii (departament Santa Cruz).